# Fritillaria brandegeei
Fritillaria brandegeei är en liljeväxtart som beskrevs av Alice Eastwood. Fritillaria brandegeei ingår i Klockliljesläktet och i familjen liljeväxter. Inga underarter finns listade.